# Brush Traction

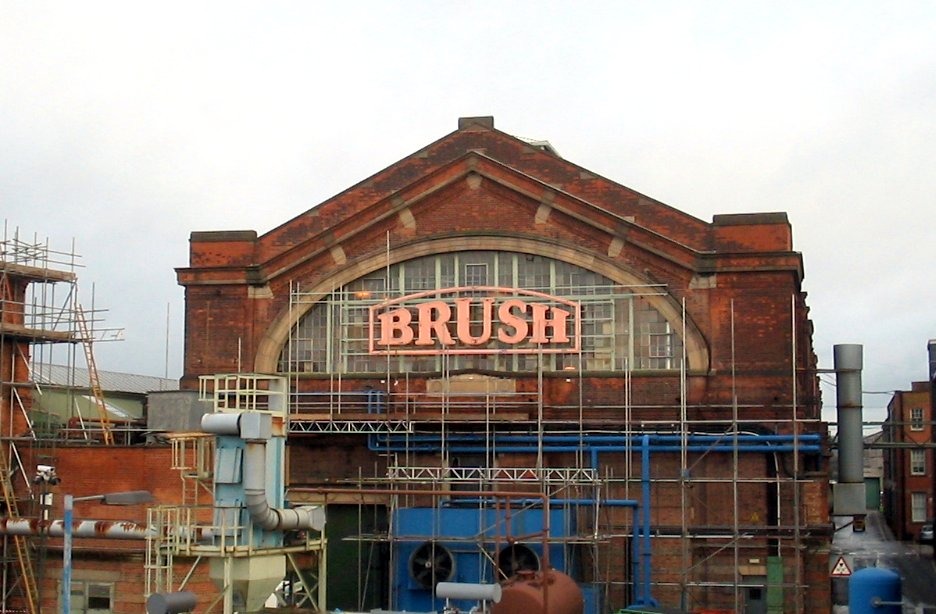
Les locaux de l'entreprise

Brush Traction est une entreprise fabriquant des locomotives et située au Royaume-Uni, à Loughborough. Elle fait partie du groupe FKI (en).
Elle a notamment fabriqué 58 locomotives pour Eurotunnel entre 1993 et 2002, les Class 9000. Ces locomotives assurent le service de navette d'Eurotunnel.
Mais précédemment, elle a aussi construit 22 locomotives de la classe EF: les locomotives de la classe EF (en) pour le compte des chemins de fer de la Nouvelle-Zélande et KiwiRail entre 1988 et 1989, qui ont servi de base pour les shuttles d'Eurotunnel.